# Дрежниця (Огулин)
45°08′ пн. ш. 15°05′ сх. д. / 45.13° пн. ш. 15.09° сх. д.
Дрежниця (хорв. Drežnica) — населений пункт у Хорватії, у Карловацькій жупанії у складі міста Огулин.

## Населення
Населення за даними перепису 2011 року становило 516 осіб.
Динаміка чисельності населення поселення: